# Idris triangularis
Idris triangularis är en stekelart som beskrevs av Durgadas Mukerjee 1981. Idris triangularis ingår i släktet Idris och familjen Scelionidae. Inga underarter finns listade i Catalogue of Life.